# Bubú de Braun
El bubú de Braun (Laniarius brauni) és un ocell de la família dels malaconòtids (Malaconotidae).

## Hàbitat i distribució
Viu entre la malesa del bosc i vegetació secundària del nord-oest d'Angola.